# 青海省人民医院
青海省人民医院（苏州大学附属青海省人民医院），位于中华人民共和国青海省西宁市城东区共和路2号，是一家三级甲等医院。

## 历史
青海省人民医院始建于1927年，1929年命名为省立中山医院，1956年更名为青海省人民医院；
1958年，该院省公费医疗门诊部改建为青海省西宁中医院；1960年，该院青海省护士学校与青海省第二卫校合并成立青海省卫生学校；
1971年，小儿科独立出来，成立省儿童医院；1981年，神经内科部分专家组建的青海省第三人民医院（青海省精神病医院）成立；
2003年，传染病科分出该院，成立青海省第四人民医院（青海省传染病医院）。2008年分管青海省第五人民医院，并组建省肿瘤医院。